# Radio Rurale

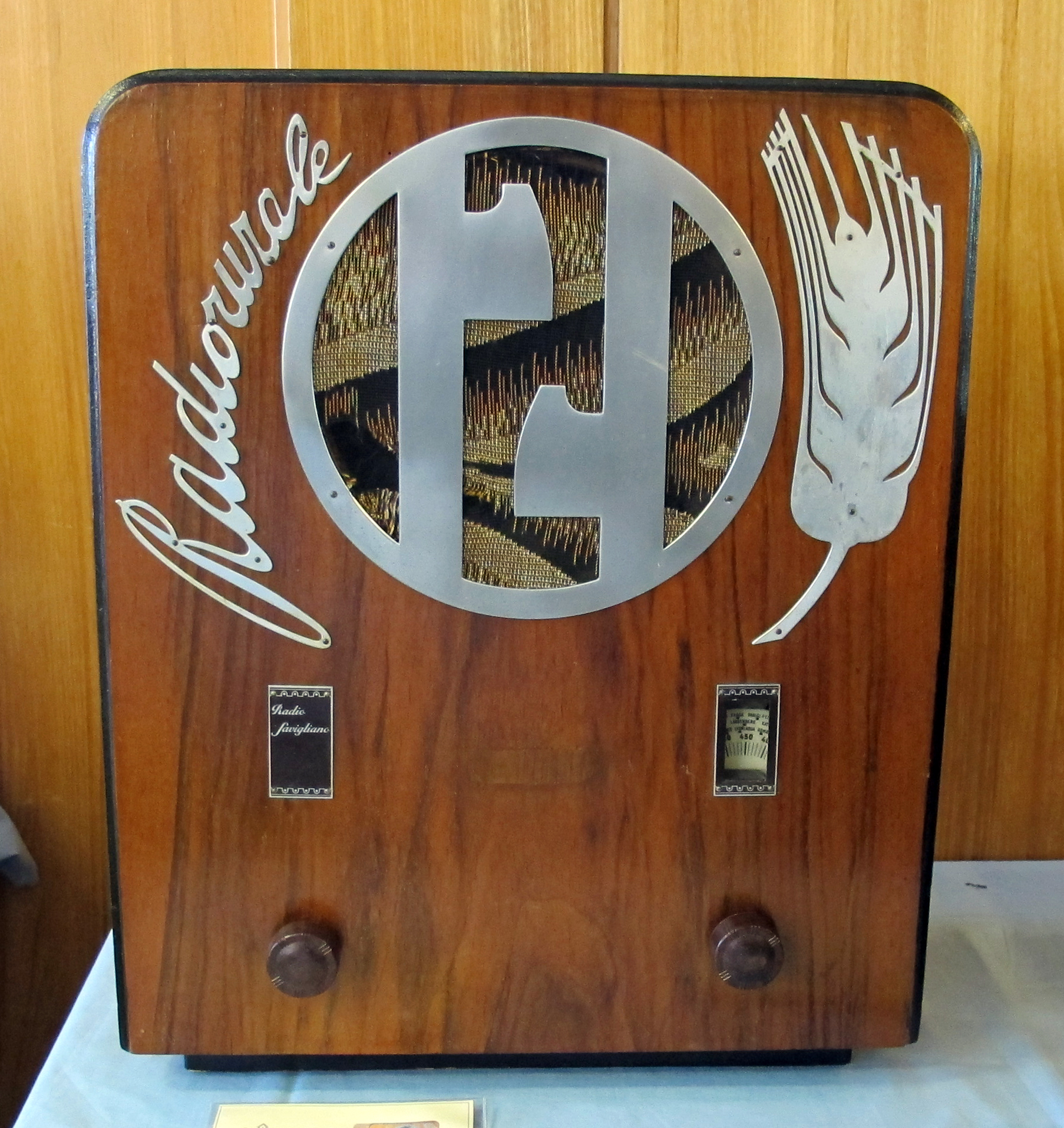
Одна из трёх разновидностей приёмника Radio Rurale, выпускавшихся компанией "Savigliano", 1935 год

Radio Rurale — итальянский ламповый бытовой радиоприёмник, выпускавшийся в 1933 — 1939 годах.

## История
Этот радиоприёмник со стандартизованными характеристиками, продвигался Управлением сельского радио в период фашизма  для установки в местах коллективных собраний, преимущественно в сельской местности и в школах.
Продажа аппарата осуществлялась лишь в организациях идеологического или образовательного характера: в учебных заведениях, ячейках «Балилла» и фашистской партии, в сельских приходах, конторах по вопросам досуга OND, на Странствующие кафедры сельского хозяйства, Конфедерации фашистских профсоюзов сельского хозяйства, Конфедерации фермеров; также радио можно было приобрести оформив им пожертвования. Благодаря такому подходу три миллиона итальянских школьников получили возможность работать с престижными (для того времени) средствами связи.
Установленная государством цена на момент запуска проекта составляла 600 лир. Возможна была покупка в рассрочку, из расчёта первый платёж 207,80 лир (200 лир аванса и 7,80 лир для возмещения расходов на марки) и подписание 10 переводных векселей на ежемесячные платежи по 40 лир. В марте 1935 года цена была снижена до 575 лир, а в сентябре того же года — до 475 лир, однако 15 января 1936 г. возросла до 550 лир. Стоимость доставки оплачивал покупатель. Приёмник поставлялся со снятыми лампами, в комплект входили: розетка с резьбовым соединением Эдисона для питания от патрона лампы, 4 метра медного провода для заземления, 10 метров провода и 12 фарфоровых изоляторов для домовой антенны.
Итальянское Министерство связи объявило два конкурса: на первом, проведенном 1.05.1931, определялись технические характеристики и требования к будущему приёмнику, а на втором (2.07.1932) — его производители. Радио должно быть принимать сигналы станций с длиной волны от 200 до 580 метров (средние волны). Производителям предоставлялась свободу в выборе схем и количества ламп, но при условии обеспечения за счет использования общей заземляющей розетки и внутренней антенны мощности, достаточной для приёма с ближайшей станции E.I.A.R. (предшественник RAI), достаточно чёткого и разборчивого в любом месте аудитории вместимостью не менее 60 человек. Даже в муниципалитетах, располагавшихся в нижних участках долин, где приём затруднен из-за ослабления электромагнитного поля, слушатели должны были иметь возможность получать радиопередачи на расстоянии от 100 до 150 км.
Источником питания предполагались сети переменного тока напряжением от 110 до 220 В. Много позже началось производство батарей и устройств питания постоянного тока (производства компании Geloso). К приёмнику мог подключаться внешний громкоговоритель для установки в дополнительных помещениях и фонограф. К участию в конкурсе были приглашены все производители, имеющие лицензию на выпуск радиооборудования. Приняли участие 10 из них (далее указаны названия компаний по состоянию на 1930-е годы): Allocchio e Bacchini, C.G.E., F.I.M.I (Phonola), Marelli, Safar, Savigliano, Philips, Siemens, Siti – Acesa и Unda. Чтобы не выходить за рамки установленной цены, производители приняли типовой внешний вид и, чаще всего, вместо разработок новых моделей, подгоняли под заданные параметры уже выпускаемые. Например, Philips R.R. XVI Radiorurale представлял собой упрощённую версию производившихся в Италии и Германии приёмников Philips 764M, но без индикатора настройки и регулятора тембра и работавший только в средневолновом диапазоне.
Радиоприёмники, установленные в помещениях учебных заведений и использовавшиеся в образовательных целях, не подлежали обложению налогом на прослушивание передач, составлявшим в то время 80 лир в год.
В конце эпохи фашизма, в силу различных причин (например, из-за отрицания тоталитарной идеологии, или из опасений быть подвергнутым репрессиям) многие пережившие войну приёмники Radio Rurale были уничтожены или подвергнуты вандализму, чтобы убрать изображённые на них фашистские символы. Поскольку количество выпущенных приёмников было невелико, и приобрести их напрямую у частных лиц было невозможно,  цена на устройства, дошедшие до наших дней, относительно выше, чем на другие аналогичные аппараты.

## Модели радиоприёмника
| Производитель       | Модель                                                                                         | Применявшиеся радиолампы                                             |
| ------------------- | ---------------------------------------------------------------------------------------------- | -------------------------------------------------------------------- |
| Allocchio Bacchini, | 54 R. Radiorurale                                                                              | 57-58-57-47-80                                                       |
| C.G.E.              | Radiorurale (на базе C.G.E Audiola XI, 2 модели с незначительными внешними различиями)         | 58-2A7-57-2A5-80                                                     |
| C.G.E.              | Radiorurale (на базе C.G.E 720                                                                 | 6A7-78-75-42-80                                                      |
| Geloso              | R.R. 38 Radiorurale (питание от батарей)                                                       | 1A6-1A4-1F6-1F4                                                      |
| Geloso              | R.R. 43 Radiorurale (питание от сети постоянного тока)                                         | 6A7-78-75-25L6G                                                      |
| Philips             | 805AS Radiorurale                                                                              | S493-TU430-B491-S495-R4100                                           |
| Philips             | 836A Radiorurale                                                                               | E455-E462-E499-E433H-1023                                            |
| Philips             | 528AR Radiorurale                                                                              | AK1-AF2-E444-E443H-506Z                                              |
| Philips             | 651RR Radiorurale                                                                              | AK1-AF2-E444-E443H-1805                                              |
| Philips             | R.R. XVI Radiorurale (на базе Philips 764M                                                     | AZ1(o WE54)-AK2(o WE32)-AL4(o WE38)-ABC1(o WE37)-AF3(oWE33)          |
| Phonola             | Radiorurale (2 модели с незначительными внешними различиями)                                   | 57-58-2A6-47-80                                                      |
| Phonola             | 680 R.R. Radiorurale                                                                           | AK1-AF2-75-E443H-1561                                                |
| RadioMarelli        | RD10 Radiorurale (на базе RadioMarelli Damayante первой серии)                                 |                                                                      |
| RadioMarelli        | RD18 Radiorurale (на базе RadioMarelli Vertumno)                                               | 6A7-78-75-41-180(o 80)                                               |
| RadioMarelli        | RD51 Radiorurale (на базе RadioMarelli Alcor)                                                  | 6A7-78-75-42-80                                                      |
| RadioMarelli        | RD66 Radiorurale                                                                               | 6A7-78-75-42-80                                                      |
| SAFAR               | Radiorurale                                                                                    | 57-58-57-47-80 (Лампы Fivre с колбой из прозрачного красного стекла) |
| Savigliano          | R. Radiorurale (3 модели с незначительными внешними различиями                                 | 6A7-78-75-41-80                                                      |
| S.I.T.I.            | R. Radiorurale (на базе S.I.T.I. 530)                                                          | 57-58-57-47-80                                                       |
| S.I.T.I.            | R. Radiorurale (на базе S.I.T.I. 560)                                                          | 6A7-78-6B7-41-80                                                     |
| S.I.T.I.            | R. Radiorurale                                                                                 | 6A7-78-6B7-41-80                                                     |
| Telefunken          | Radiorurale                                                                                    |                                                                      |
| Telefunken          | Radiorurale (на базе Telefunken 544)                                                           |                                                                      |
| Unda Radio          | E.R.R. Radiorurale (на базе Unda Radio M.U.51, 2 модели с незначительными внешними различиями) | 6A7-78-75-41-80                                                      |
| Unda Radio          | E.R.R. Radiorurale R.R.35 (на базе Unda Radio M.U. 60)                                         | 6A7-78-75-41-80                                                      |
| Unda Radio          | E.R.R. Radiorurale (на базе Unda Radio Mono Unda 50)                                           | 6A7-78-75-41-80                                                      |
| Unda Radio          | R.R. Radiorurale (serie 1937) (на базе Unda Radio Mono Unda 537)                               | 6A7-78-75-41-80                                                      |
| Unda Radio          | R.R. Radiorurale (serie 1937-38)                                                               | 6A7-78-75-42-80                                                      |
| Unda Radio          | R.R. Radiorurale (на базе Unda Radio Mono Unda 538)                                            | 6A7-78-75-41-80                                                      |
| Unda Radio          | R.R. Radiorurale (на базе Unda Radio Mono Unda 511)                                            | 6A8-6K7-6Q7-6K6-80                                                   |